# Coupe des Bermudes féminine de football
La Coupe des Bermudes de football féminin est une compétition de football féminin  créée en 1999.

## Palmarès

### FA Cup
| Année     | Vainqueur         | Score | Finaliste           |
| --------- | ----------------- | ----- | ------------------- |
| 1991-1992 | Telecom           | 3–0   | Yard Termin(ators?) |
| 1992-1993 | Rude Girls        | 5–3   | Telecom             |
| 1993-1994 | BAA               | 4–1   | [Rude Girls         |
| 1994-1995 | BAA               | 1–0   | Dandy Stars         |
| 1995-1996 | BAA Telecom       | 2–1   | [Rude Girls         |
| 1996-1997 | Wolves Girls      | 4–3   | Dandy Stars         |
| 1997-1998 | Rude Girls        | 2–1   | Wolves Girls        |
| 1998-1999 | Rude Girls        | 6–1   | PHC Teasers         |
| 1999-2000 | PHC Teasers       | 4–1   | Rude Girls          |
| 2000-2001 | Rude Girls        | 2–1   | PHC Teasers         |
| 2001-2002 | Rude Girls        | –     | Hemisphere Royals   |
| 2002-2003 | Hemisphere Royals | 3–0   | PHC Teasers         |
| 2003-2004 | Rude Girls        | 3–1   | PHC Zebras          |
| 2004-2005 | Lady Cougars      | 2-0   | BISYS Royals        |
| 2005-2006 | Lady Cougars      | 4–0   | PHC Zebras          |
| 2006-2007 | Prospect United   | 1-0   | Dandy Stars         |
| 2007-2008 | Lady Cougars      | 4-2   | Dandy Stars         |
| 2008-2009 | Lady Cougars      | 5-4   | Dandy Stars         |
| 2009-2010 | Lady Rams         | 6–0   | Dandy Stars         |
| 2010-2011 | Tuff "E" Nuff     | 3–0   | Panthers            |

### Charity Cup
| Année     | Vainqueur     | Score        | Finaliste         |
| --------- | ------------- | ------------ | ----------------- |
| 1997-1998 | Rude Girls    | 7–1          | Wolves Girls      |
| 1998-1999 | non joué      |              |                   |
| 1999-2000 | Rude Girls    | 10–2         | PHC Teasers       |
| 2000-2001 | Rude Girls    | 9-0          | PHC Teasers       |
| 2001-2002 | Rude Girls    | 5–1          | Hemisphere Royals |
| 2002-2003 | Rude Girls    | 1–0          | Hemisphere Royals |
| 2003-2004 | Rude Girls    | -            | Hemisphere Royals |
| 2004-2005 | PHC Zebras    | 4-3          | Lady Cougars      |
| 2005-2006 | Lady Cougars  | 5–4          | PHC Zebras        |
| 2006-2007 | Ladys Cougars | 7-0          | Lady Rams         |
| 2007-2008 | Lady Cougars  | 3-1          | Prospect United   |
| 2008-2009 | Lady Cougars  | 4-2          | Lady Rams         |
| 2009-2010 | Lady Cougars  | 1-1, 3-1 tab | Lady Rams         |
| 2010-2011 | Lady Rams     | 3–0          | Lady Cougars      |

### Konica/Friesenbruch-Meyer Cup
| Année     | Vainqueur       | Score | Finaliste         |
| --------- | --------------- | ----- | ----------------- |
| 1998-1999 | Rude Girls      | 1-0   | PHC Teasers       |
| 1999-2000 | PHC Teasers     |       |                   |
| 2000-2001 | Rude Girls      | 2-1   | Hemisphere Royals |
| 2001-2002 | Dandy Stars (?) |       |                   |
| 2002-2003 | Rude Girls      | 3–0   | Dandy Stars       |
| 2003-2004 | PHC Zebras      | 3-2   | Rude Girls        |
| 2004-2005 | PHC Zebras      | 1-0   | Lady Cougars      |
| 2005-2006 | Lady Cougars    | 2-0   | PHC Zebras        |
| 2006-2007 | Ladys Rams      | 2-1   | Lady Cougars      |
| 2007-2008 | Lady Cougars    | 5-1   | Lady Rams         |
| 2008-2009 | Lady Rams       | 4-0   | Dandy Stars       |
| 2009-2010 | Lady Cougars    | 2-1   | Lady Rams         |